# Inishturk
Inishturk (irsk: Inis Toirc; dansk: „Vildsvin-øen“) er en beboet ø i bugten Clew Bay 14.5 km vest for County Mayo i Irland. Naboøerne er Caher Island, Clare Island og Inishbofin. De to landsbyer Ballyheer og Garranty, ligger på øens østside. Derimellem ligger det 187 høje bjerg Mountain Common. Bebyggelserne Bellavaun og Craggy er opgivet. En del af beboerne kommer fra den evakuerede ø Inishark. Siden 2003 har øen været tilsluttet srømnettet.
Der regelmæssige færgeforbindelser fra Inishturk Harbour til Cleegan og Roonagh.
Inishturk har mange forskellige havfugle og en rig planteflore med bl.a den sjældne plante Tuberaria guttata.

## Historie
De første beboere slog sig ned på øen for 6.000 år siden. Arkæologiske fund viser at de var bosat på den sydvestlige del af øen.
I det 9. århundrede anlagde norske vikinger havnen og fæstningen Port En Dun, som de brugte til udgangspunkt for plyndringer af blandt andet de irske klostre.
På øens vestkyst et "Napoleons Signal Tower", der blev opført af det britiske overherredømme i 1804 som et af flere signaltårne langs den irske vestkyst. Tårnene skulle forhindre en fransk invasion.
Inishturk har mange forskellige havfugle. Den sjældne plante Tuberaria guttata findes her.